# Norman Fell

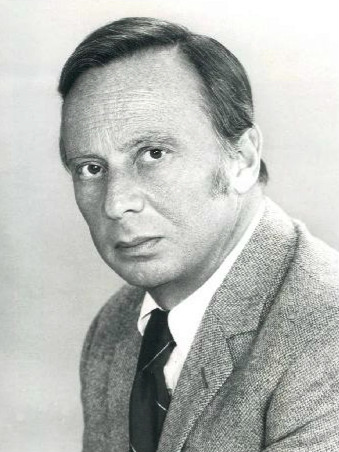
Norman Fell, 1970

Norman Fell (* 24. März 1924 in Philadelphia, Pennsylvania; † 14. Dezember 1998 in Los Angeles, Kalifornien) war ein US-amerikanischer Schauspieler im Theater, Film und im Fernsehen.

## Leben und Karriere
In Filmen war Fell seit den 1960er-Jahren häufig in Nebenrollen besetzt, unter anderem als einer der originalen „Ocean’s 11“ in der Krimikomödie Frankie und seine Spießgesellen (1960), als übellauniger Vermieter von Dustin Hoffman im Filmklassiker Die Reifeprüfung (1967) und als Polizist Captain Baker in dem Kriminalfilm Bullitt (1968) neben Steve McQueen. Der Regisseur Don Siegel engagierte Fell für mehrere seiner Filme.
Im Fernsehen wirkte Fell seit den 1950er-Jahren regelmäßig an Serien mit. Anfang der 1970er-Jahre spielte er neben Burt Reynolds in der Krimiserie Dan Oakland dessen Polizeikollegen Sergeant Charles Wilentz. Eine seiner bekanntesten Rollen übernahm Fell als herrischer Vermieter Mr. Roper in der Sitcom Herzbube mit zwei Damen (1976–1981) und der Spin-off-Serie The Ropers (1979–1980). Für seine Darbietung in Herzbube mit zwei Damen erhielt er 1979 einen Golden Globe Award als bester Nebendarsteller in einer Serie. Außerdem hatte Fell Auftritte in vielen weiteren Fernsehproduktionen, beispielsweise Gastrollen in Serienklassikern wie Perry Mason, Die Straßen von San Francisco, Drei Engel für Charlie, Magnum, Mord ist ihr Hobby und Der Prinz von Bel-Air.
Sein filmisches Schaffen zwischen 1954 und 1998 umfasst mehr als 160 Film- und Fernsehproduktionen. Fell starb im Dezember 1998 im Alter von 74 Jahren an einer Krebserkrankung. Er war dreifach geschieden und hinterließ zwei Töchter.

## Filmografie (Auswahl)

### Kino
- 1959: Mit Blut geschrieben (Pork Chop Hill)
- 1960: Wer den Wind sät (Inherit the Wind)
- 1960: Zwei in einem Zimmer (The Rat Race)
- 1960: Frankie und seine Spießgesellen (Ocean’s 11)
- 1963: Patrouillenboot PT 109 (PT 109)
- 1963: Eine total, total verrückte Welt (It’s a Mad, Mad, Mad, Mad World)
- 1964: Der Tod eines Killers (The Killers)
- 1964: Rasch – bevor es schmilzt (Quick, Before It Melts)
- 1967: Sturm auf Höhe 404 (The Young Warriors)
- 1967: Die Reifeprüfung (The Graduate)
- 1967: Die Lady und ihre Gauner (Fitzwilly)
- 1968: Der Etappenheld (The Secret War of Harry Frigg)
- 1968: Hängt den Verräter (Sergeant Ryker)
- 1968: Bullitt
- 1969: So reisen und so lieben wir (If It’s Tuesday, This Must Be Belgium)
- 1970: Catch-22 – Der böse Trick (Catch-22)
- 1970: Die Bruchschiffer (The Boatniks)
- 1973: Ein Mann geht über Leichen (The Stone Killer)
- 1973: Der große Coup (Charley Varrick)
- 1974: Giganten am Himmel (Airport 1975)
- 1975: Cleopatra Jones gegen die Drachenlady (Cleopatra Jones and the Casino of Gold)
- 1976: Hüter der Wildnis (Guardian of the Wilderness)
- 1978: Ja, lüg' ich denn? (Rabbit Test)
- 1978: Nobody is Perfect (The End)
- 1981: Der Millionen-Dollar-Junge (On the Right Track)
- 1981: Ich brauche einen Erben (Paternity)
- 1985: Reise nach Transsilvanien (Transylvania 6-5000)
- 1989: C.H.U.D. – Das Monster lebt (C.H.U.D. II – Bud the C.H.U.D.)
- 1991: For the Boys – Tage des Ruhms, Tage der Liebe (For the Boys)
- 1992: Blöd und blöder (The Naked Truth)
- 1993: Hexina – Schön verrückt und gefährlich (Hexed)
- 1996: Beach House

### Fernsehen
- 1954–1955: Westinghouse Studio One (4 Folgen)
- 1959: Ah, Wilderness! (Fernsehfilm)
- 1960: Perry Mason (Folge 3x17 Der Fall mit der versteckten Büchse)
- 1960: Die Unbestechlichen (The Untouchables, Folge 2x01 Auf Heller und Cent)
- 1961: Ein Playboy hat's schwer (The Tab Hunter Show, Folge 1x23)
- 1961: Peter Gunn (Folge 3x20)
- 1961–1962: Polizeirevier 87 (87th Precinct, 30 Folgen)
- 1963: East Side/West Side (Folge 1x09)
- 1963: The Alfred Hitchcock Hour (Folge 2x09)
- 1964: Preston & Preston (The Defenders, Folge 3x23)
- 1965: The Trials of O’Brien (Folge 1x09)
- 1965: Dr. Kildare (5 Folgen)
- 1965: Auf der Flucht (The Fugitive, 2 Folgen)
- 1965–1969: FBI (The F.B.I., 3 Folgen)
- 1966: Solo für O.N.C.E.L. (The Man from U.N.C.L.E., Folge 2x23 Eine strahlende Erfindung)
- 1966: Verliebt in eine Hexe (Bewitched, Folge 3x10 Wer streitet hier?)
- 1967: Invasion von der Wega (The Invaders, Folge 1x11)
- 1967: Tennisschläger und Kanonen (I Spy, Folge 3x04)
- 1967: Mannix (Folge 1x10)
- 1967/1969: Der Chef (Ironside, 2 Folgen)
- 1969: The Name of the Game (Folge 2x02)
- 1970–1971: Dan Oakland (Dan August, 26 Folgen)
- 1971: Die Partridge Familie (The Partridge Family, Folge 2x04)
- 1972: Die 250.000-Dollar-Puppe (The Heist, Fernsehfilm)
- 1972: Ein Sheriff in New York (McCloud, Folge 3x03)
- 1973: Dr. med. Marcus Welby (Marcus Welby, M.D., Folge 4x20)
- 1973–1974: Mode, Mädchen und Moneten (Needles and Pins, 14 Folgen)
- 1974: Bluff am Donnerstag (Thursday’s Game, Fernsehfilm)
- 1975: Fluchtweg Canyon (Death Stalk, Fernsehfilm)
- 1975: McMillan & Wife (Folge 4x06)
- 1975: Rhoda (2 Folgen)
- 1975: Starsky & Hutch (Folge 1x14)
- 1975: Cannon (Fernsehserie, Folge 5x15)
- 1976: Reich und Arm (Rich Man, Poor Man, Miniserie, 4 Folgen)
- 1976: Die Sieben-Millionen-Dollar-Frau (The Bionic Woman, Folge 2x02 Ring frei für Jaime)
- 1976: Die Straßen von San Francisco (The Streets of San Francisco, 2 Folgen)
- 1976: Die Zwei mit dem Dreh (Switch, Folge 2x07)
- 1976–1981: Herzbube mit zwei Damen (Three’s Company, 54 Folgen)
- 1977: Der Mann in den Bergen (The Life and Times of Grizzly Adams, Folge 1x07)
- 1977: Drei Engel für Charlie (Charlie’s Angels, Folge 2x01 Tausche Gangster gegen Charlie)
- 1978: Love Boat (The Love Boat, Folge 2x03)
- 1979: Roots – Die nächsten Generationen (Roots: The Next Generations, Miniserie, Folge 1x07)
- 1979–1980: Zwei schräge Vögel (The Ropers, 28 Folgen)
- 1980: Marilyn: Die Geburt einer Legende (This Year’s Blonde, Fernsehfilm)
- 1982: Matt Houston (Folge 1x09)
- 1982–1983: Teachers Only (21 Folgen)
- 1984: Jesse Owens – Idol und Legende (The Jesse Owens Story, Fernsehfilm)
- 1985: Simon & Simon (Folge 5x11 Familienfehde mit Schliff)
- 1985–1986: Die Fälle des Harry Fox (Crazy like a Fox, 2 Folgen)
- 1985, 1988: Mord ist ihr Hobby (Murder, She Wrote, 2 Folgen)
- 1987: Magnum (Magnum, P.I., Folge 7x15 Rückblenden)
- 1987: Matlock (Folge 1x24)
- 1987: Mein Vater ist ein Außerirdischer (Out of This World, Folge 1x03)
- 1987: Sledge Hammer! (Fernsehserie, Folge 2x13)
- 1988: Familie Munster (The Munsters Today, Folge 1x05)
- 1988–1989: The Boys (4 Folgen)
- 1989: Murphys Gesetz (Murphy's Law, Fernsehserie, Folge 1x05)
- 1989: Inspektor Hooperman (Hooperman, Folge 2x16)
- 1989: Super Mario Brothers Super Show (The Super Mario Bros. Super Show!, 2 Folgen)
- 1993: Küss mich, Kleiner! (Flying Blind, Folge 1x14)
- 1994: Der Prinz von Bel-Air (The Fresh Prince of Bel-Air, Folge 5x02 Die Gesangskarriere – Teil 2)
- 1997: Ellen (Folge 5x03 Verrücktes Frauen-Zimmer)
- 1998: Life with Louie (Folge 3x11, Sprechrolle)